# Charles Paulet, 5. vévoda z Boltonu
Charles Paulet (respektive Powlett), 5. vévoda z Boltonu (Charles Paulet, 5th Duke of Bolton, 10th Marquess of Winchester, 10th Earl of Wiltshire, 10th Baron Paulet of St John) (1718 – 5. července 1765, Londýn, Anglie) byl britský generál a politik ze starého šlechtického rodu. Od mládí sloužil v armádě a nakonec dosáhl hodnosti generálporučíka, byl též dlouholetým poslancem Dolní sněmovny. Po otci zdědil v roce 1759 titul vévody z Boltonu a vstoupil do Sněmovny lordů, zastával též řadu čestných funkcí. Spáchal sebevraždu a zemřel bez mužských potomků, titul vévody zdědil mladší bratr Harry.

## Životopis

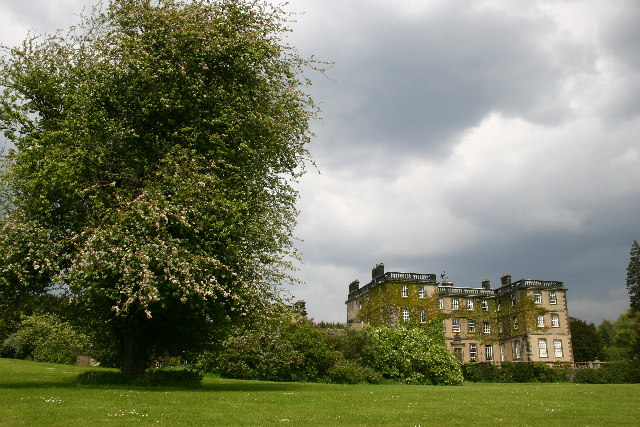
Zámek Bolton Hall (Yorkshire)

Pocházel ze starobylého šlechtického rodu Pauletů (pravopis jména kolísal v 17. a 18. století mezi podobami Paulet a Powlett). Byl nejstarším synem Harryho Pauleta, 4. vévody z Boltonu (1691–1759) a synovcem 3. vévody z Boltonu. Studoval ve Winchester College a na univerzitě v Cambridge, od roku 1737 zároveň sloužil v armádě. V letech 1741–1747 a 1754–1759 byl poslancem Dolní sněmovny, v parlamentu zastupoval město Lymington a hrabství Hampshire, kde se nacházely rodové statky, v politice patřil k whigům. Souběžně nadále sloužil v armádě, za války o rakouské dědictví dosáhl hodnosti podplukovníka (1745), později byl povýšen na generálporučíka (1752). Jako dědic svého otce užíval od roku 1754 titul markýze z Winchesteru a v letech 1754–1760 byl guvernérem Toweru. Mezitím obdržel Řád lázně (1753) a zastával správní funkce v hrabstvích Hampshire a Dorset (v obou hrabstvích zastával v letech 1759–1763 čestnou hodnost viceadmirála, v hrabství Hampshire byl v letech 1758–1763 lordem místodržitelem), v roce 1758 se stal členem Tajné rady. Po otci zdědil v roce 1759 titul vévody z Boltonu a vstoupil do Sněmovny lordů.
Spáchal sebevraždu ve svém londýnském paláci (prostřelil si hlavu), titul vévody a rodový majetek zdědil mladší bratr Harry, jehož úmrtím titul vévody z Boltonu zanikl. Značnou část majetku zdědila Charlesova nemanželská dcera Jean Mary Browne-Powlett (1751–1814). Její manžel Thomas Orde (1746–1807) byl vlivným politikem strany toryů, přijal jméno Orde-Powlett a získal titul barona z Boltonu (1797). Jejich potomstvo dodnes vlastní původní sídla vévodů z Boltonu (Bolton Castle, Bolton Hall), současným představitelem rodu je Harry Orde-Powlett, 8. baron Bolton (*1954).